# Heteronyx beltanae
Heteronyx beltanae är en skalbaggsart som beskrevs av Blackburn 1888. Heteronyx beltanae ingår i släktet Heteronyx och familjen Melolonthidae. Inga underarter finns listade i Catalogue of Life.